# IC 494
IC 494 — галактика типу S0 (спіральна галактика) у сузір'ї Малий Пес.
Цей об'єкт міститься в оригінальній редакції індексного каталогу.